# Cotignac
Pour les articles homonymes, voir Cotignac (gelée de coing).
Cotignac est une commune française située dans le département du Var, en région Provence-Alpes-Côte d'Azur.
Ses habitants s'appellent les Cotignacéens et Cotignaciennes.
Le vieux village possède plusieurs monuments inscrits sur l'inventaire supplémentaire des monuments historiques et le nombre de ses habitants a très fortement augmenté depuis 1968. Il possède aussi un artisanat très actif. C'est un lieu de pèlerinage catholique pour les pères et les mères de famille et les couples en espérance d'enfants,. La commune comprend deux sanctuaires religieux.
La commune fait partie de l'association Les Plus Beaux Villages de France et a été labellisée plus beau village de France, par la commission qualité, le 1er octobre 2022.

## Géographie

### Localisation
Aux portes du parc naturel régional du Verdon, le village est situé à 17 km d'Aups et Barjols, 20 km de Brignoles, 23 km de Lorgues, 37 km de Draguignan et 47 km de Riez.

### Géologie et relief
Il y a au-dessus du village une falaise faite d'une longue barre de tuf (80 m de haut, 400 m de long) aux multiples grottes remplies d'énormes stalactites ; il y a aussi un aven nommé la salle des Merveilles de 50 m de profondeur et plus de 200 m de couloirs, une très grande salle aux concrétions d'un blanc éclatant. Plus loin se trouve le gouffre des Trompines, où se précipite l'eau de la source Saint-Martin.
Un glissement de terrain s'est produit en 1902.

### Sismicité
La commune se situe en zone de sismicité 2 (sismicité faible),.

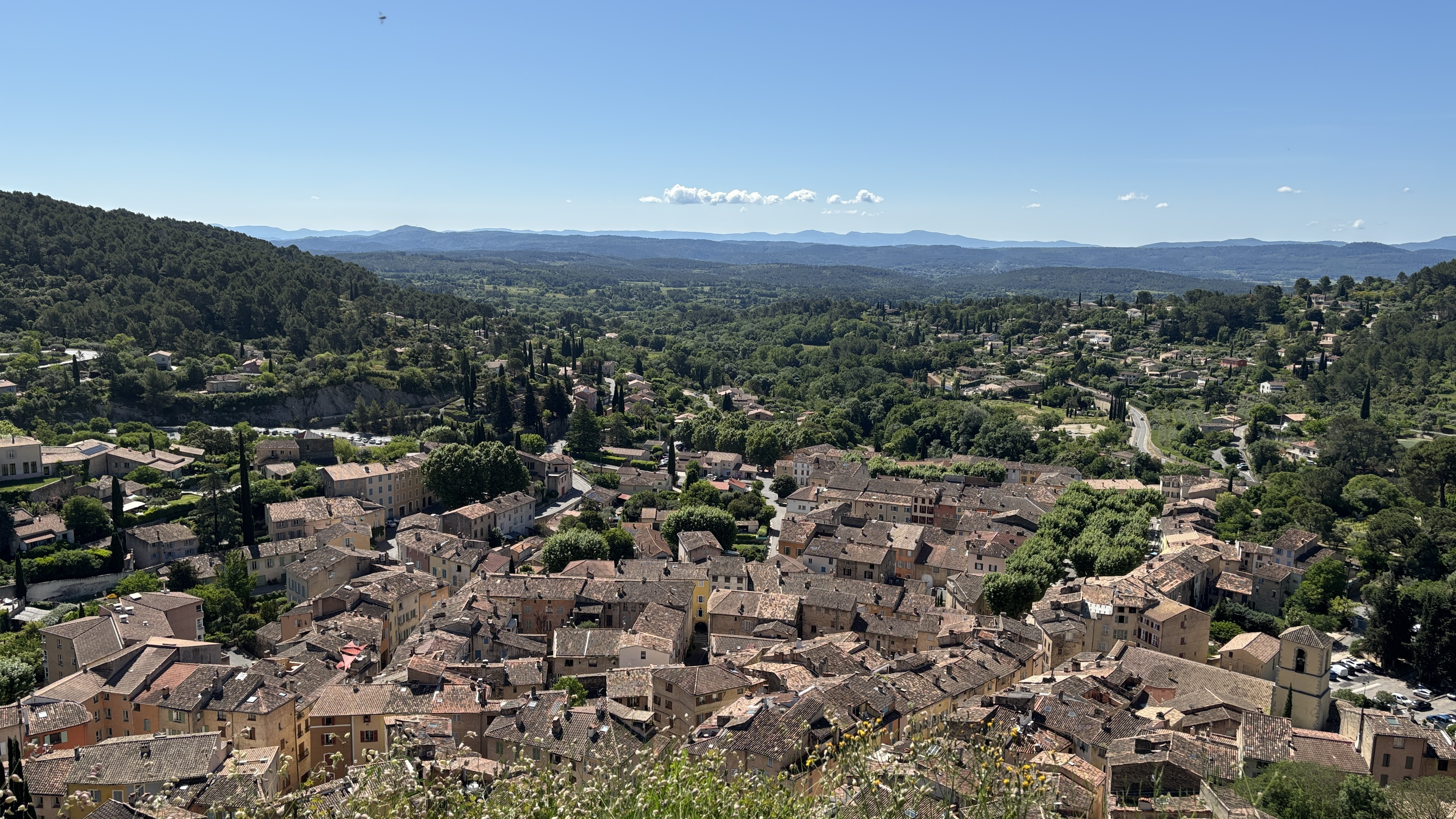
Vue panoramique de Cotignac.

### Hydrographie et eaux souterraines
Cotignac est située en pays de La Provence Verte, adossée à un rocher au nord et le long d'un petit ruisseau, la Cassole, qui arrose la commune qu'elle parcourt du nord au sud et qui tombe d'une cascade d'eau de 10 mètres.
Cours d'eau sur la commune ou à son aval :
- Ruisseaux de la Cassole, de saint-barnabé,
- Vallons de palière, de vaudeimar, des saintes-vierges, de garresse, du défens, de marlin, du bouillidou, de la gravière, du castellas, de nestuby, de pécounillier, des rocas, de rivauguier, de riforan,
- Gorge de la femme.

### Climat
Pour des articles plus généraux, voir Climat de Provence-Alpes-Côte d'Azur et Climat du Var.
En 2010, le climat de la commune est de type climat méditerranéen franc, selon une étude du Centre national de la recherche scientifique s'appuyant sur une série de données couvrant la période 1971-2000. En 2020, Météo-France publie une typologie des climats de la France métropolitaine dans laquelle la commune est exposée à un climat méditerranéen et est dans la région climatique  Provence, Languedoc-Roussillon, caractérisée par une pluviométrie faible en été, un très bon ensoleillement (2 600 h/an), un été chaud (21,5 °C), un air très sec en été, sec en toutes saisons, des vents forts (fréquence de 40 à 50 % de vents > 5 m/s) et peu de brouillards. 
Pour la période 1971-2000, la température annuelle moyenne est de 13,3 °C, avec une amplitude thermique annuelle de 17,1 °C. Le cumul annuel moyen de précipitations est de 852 mm, avec 6,4 jours de précipitations en janvier et 2,3 jours en juillet. Pour la période 1991-2020, la température moyenne annuelle observée sur la station météorologique de Météo-France la plus proche, « Montfort-sur-Argens_sapc », sur la commune de Montfort-sur-Argens à 6 km à vol d'oiseau, est de 14,7 °C et le cumul annuel moyen de précipitations est de 789,3 mm. 
La température maximale relevée sur cette station est de 42,5 °C, atteinte le 28 juin 2019 ; la température minimale est de −11 °C, atteinte le 8 janvier 1985,,. 
Les paramètres climatiques de la commune ont été estimés pour le milieu du siècle (2041-2070) selon différents scénarios d'émission de gaz à effet de serre à partir des nouvelles projections climatiques de référence DRIAS-2020. Ils sont consultables sur un site dédié publié par Météo-France en novembre 2022.

### Voies de communications et transports

#### Voies routières
Commune desservie par :
- la départementale 13 depuis Carcès,
- la départementale 27 depuis Salernes,
- et la départementale 50 depuis Entrecasteaux.

#### Quartiers et rues
Le village est composé des quartiers suivants :
- Les Ferrages : c'est le nom que l'on donne à un terrain planté de fourrages[19]
- Les Ribbes
- Le Cours
- Le Pra de Pé : en provençal, le "Pra" est une pairie tandis que le "Pé" est le pied, la base d'une montagne[19] - c'est un quartier situé au pied de la partie ouest du Rocher
- Les Naïs : en occitan, un "Nais" est une mare, une prairie marécageuse[19]. C'est un quartier situé au sud du quartier du Marais.
- Le Marais : Dans le temps, la Cassole coulait du haut du Rocher (ce qui explique la formation de tuf sur la falaise) et venait stagner dans cette partie de la ville
- La Ville Haute
- Le Rocher : c'est le nom apporté à la falaise qui surplombe la ville
- La Puade
- La Combe Basse : une combe est une vallée étroite[19]
- Saint Sébastien

#### Transports en commun
- Transports Mouv'enbus[20]. À la suite de la création de l’agglomération, c’est cette dernière qui assure la gestion des transports à l’intérieur de son périmètre.

## Toponymie
Le village est appelé Coutigna en occitan provençal selon la norme mistralienne et Cotinhac selon la norme classique. Il descendrait du nom d'homme Cottinius et du suffixe latin -acum (« le domaine de »). Le latin cotoneum (« coing ») serait une étymologie populaire fantaisiste.

## Histoire

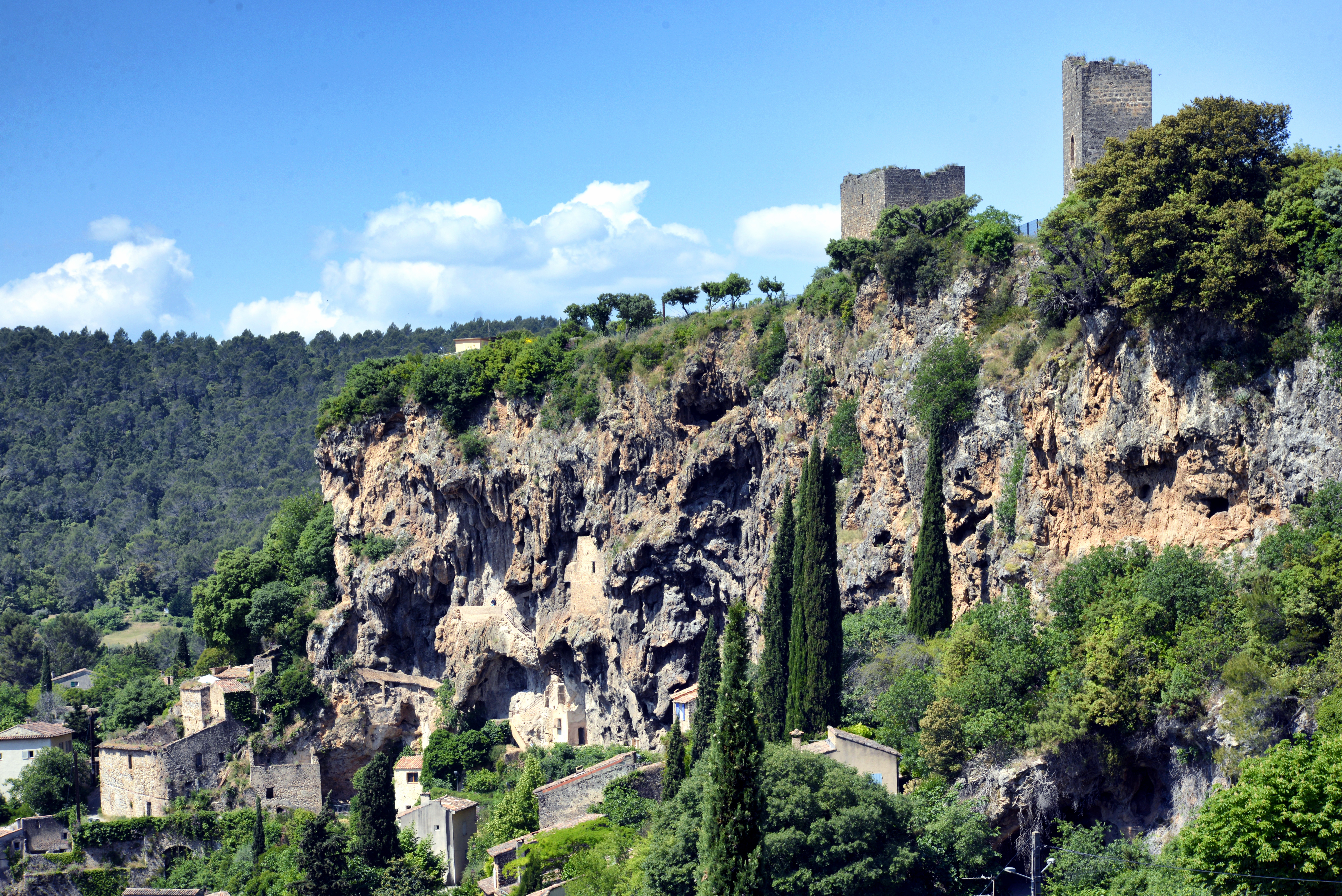
Les deux tours vestiges du château féodal.

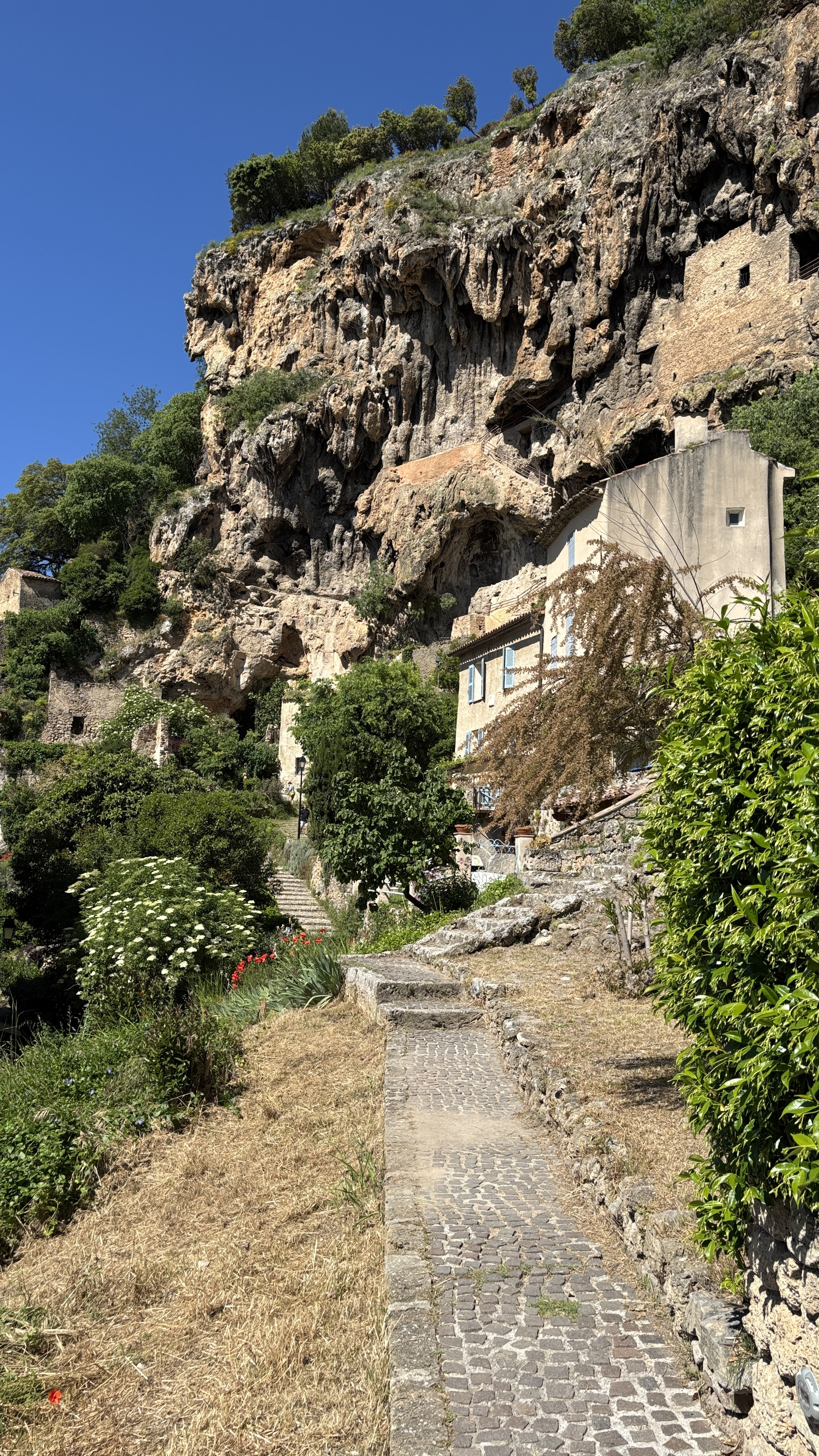
Vue du rocher depuis la promenade menant aux tours sarrasines.

La fondation de Cotignac est très ancienne. Le nom Cotinacco est attesté dès 1030 ; d'après Albert Dauzat, le nom viendrait du nom d'homme gallo-romain Cottinius, du gaulois cottius, avec suffixe -acum. Les deux tours carrées au sommet du rocher sous lequel s'abrite le village, appartiennent aux premiers siècles de la féodalité. Dès l'an 1033, le château de Cotignac existait, et appartenait à Boniface de Castellane.
Au XIIe siècle, l’abbaye Saint-André de Villeneuve-lès-Avignon est propriétaire de l’église paroissiale, et en perçoit les revenus. Elle la cède ensuite à l’église collégiale de Pignans.
La seigneurie de Cotignac passa plus tard dans le domaine des comtes de Provence. L'un d'eux, Raymond Bérenger V l'inféoda à Guillaume de Rezza, par une charte du mois de janvier 1232. Foulques de Pontevès (?-av.1337), lieutenant du sénéchal (1317), viguier d'Avignon (1333), chevalier, conseiller et chambellan du roi Robert, fut seigneur de Cotignac, de Carcès, de Bargême etc.. Il fut le fils de Foulquet II de Pontevès et Marguerite des Porcellets. Il fut l'époux de Galburge d'Agoult de Sault. Il fut le père de Jean et de Fouquet V. La mort de la reine Jeanne Ire ouvre une crise de succession à la tête du comté de Provence, les villes de l’Union d'Aix (1382-1387) soutenant Charles de Duras contre Louis Ier d'Anjou. Le seigneur de Cotignac, Foulque de Pontevès, se rallie aux Angevins en 1385, après la mort de Louis Ier.
Cotignac doit son importance économique à sa production d'huile d'olive, et historique à un vœu d'Anne d'Autriche et au pèlerinage que fit Louis XIV en 1660 à la chapelle de Notre-Dame-de-Grâces, située sur le mont Verdaille, non loin des remparts de cette petite ville.

### Politique et administration

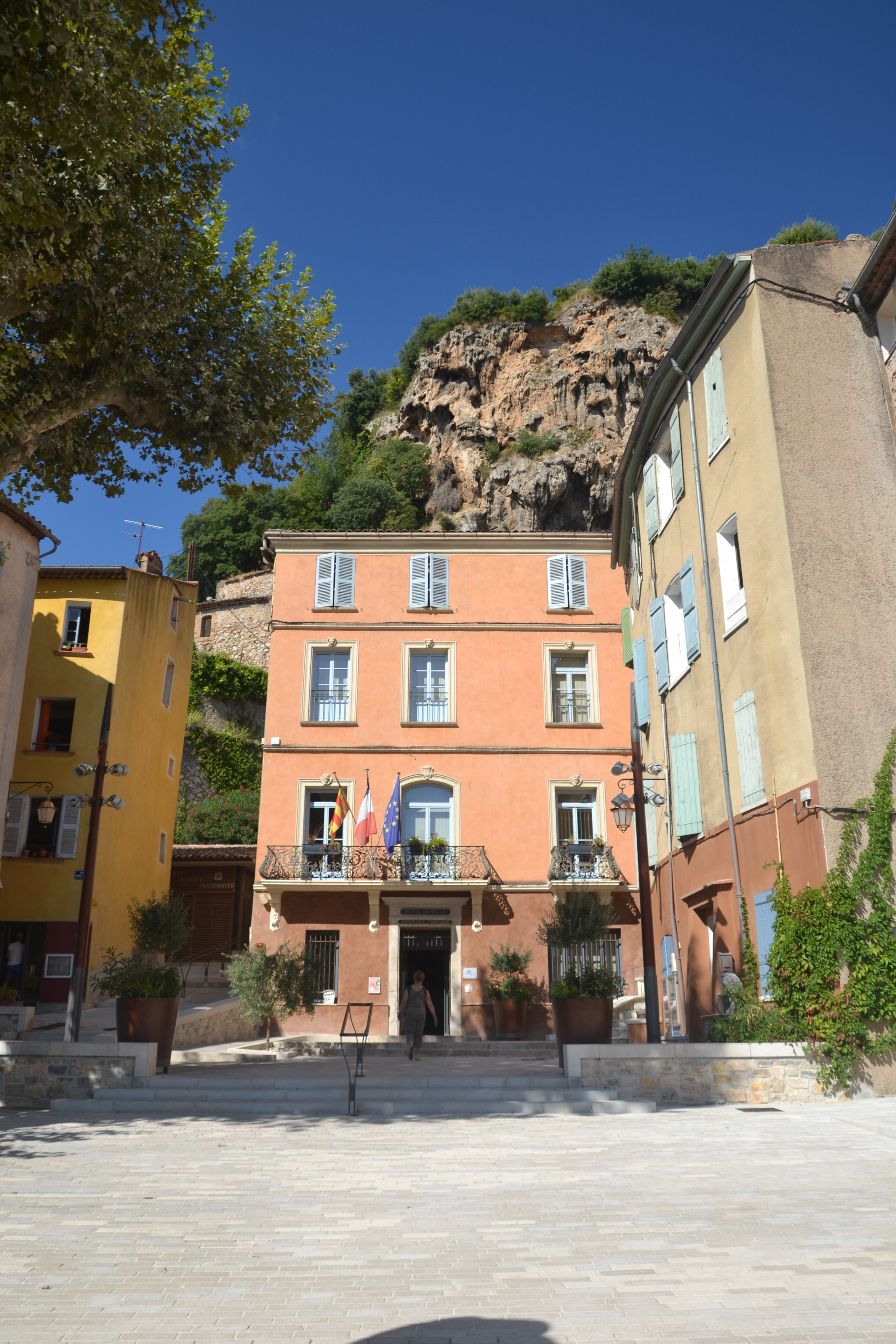
Mairie de Cotignac.

### Budget et fiscalité 2019
En 2019, le budget de la commune était constitué ainsi :
- total des produits de fonctionnement : 3 477 000 €, soit 1 548 € par habitant ;
- total des charges de fonctionnement : 2 258 000 €, soit 1 008 € par habitant ;
- total des ressources d’investissement : 2 074 000 €, soit 924 € par habitant ;
- total des emplois d’investissement : 1 902 000 €, soit 847 € par habitant ;
- endettement : 1 901 000 €, soit 846 € par habitant.

Avec les taux de fiscalité suivants :
- taxe d’habitation : 11,80 % ;
- taxe foncière sur les propriétés bâties : 16,62 % ;
- taxe foncière sur les propriétés non bâties : 84,73 % ;
- taxe additionnelle à la taxe foncière sur les propriétés non bâties : 0,00 % ;
- cotisation foncière des entreprises : 0,00 %.

Chiffres clés Revenus et pauvreté des ménages en 2017 : médiane en 2017 du revenu disponible, par unité de consommation : 20 560 €.

### Liste des consuls & maires
| Période                                  | Période                       | Identité                        | Étiquette      | Qualité |
| ---------------------------------------- | ----------------------------- | ------------------------------- | -------------- | --- |
| Les données manquantes sont à compléter. |                               |                                 |                | |
| 1654                                     | ?                             | Pierre Pothonier                |                | Notaire Royal |
| 1654                                     | ?                             | Jacques Romey                   |                | Marchand |
| 1660                                     | ?                             | Honnoré Pastour & Jéhan Régis   |                | |
| c1720                                    | ?                             | Louis Gérard & Jean Moustier    |                | 1er et 2ème Conseils |
| Les données manquantes sont à compléter. |                               |                                 |                | |
| 1790                                     | 1791                          | André Garnier                   |                | |
| 1791                                     | 1792                          | Louis-Auguste Garnier           |                | |
| 1792                                     | 1792                          | André Archier                   |                | |
| 1792                                     | 1793                          | François Vetour                 |                | |
| 1793                                     | 1794                          | Louis-Honoré Régis              |                | |
| 1794                                     | 1795                          | Louis Régis                     |                | |
| 1795                                     | 1797                          | Louis Garnier                   |                | |
| 1797                                     | 1797                          | Jean-François Templier          |                | |
| 1797                                     | 1797                          | Antoine Vian dit Vian des Rives |                | Fabriquant et négociant de soie,beau-frère du général Charles-Pierre de Lamer |
| 1797                                     | 1798                          | Louis Régis                     |                | |
| 1798                                     | 1800                          | Joseph-Esprit Maunier           |                | |
| 1800                                     | 1802                          | Antoine Gérard                  |                | |
| 1802                                     | 1804                          | André Templier                  |                | |
| 1804                                     | 1813                          | Joseph-Esprit Maunier           |                | |
| 1813                                     | 1814                          | Louis-Auguste Garnier           |                | |
| 1814                                     | 1815                          | Joseph-Auguste Templier         |                | |
| 1815                                     | 1815                          | Joseph-Esprit Maunier           |                | |
| 1815                                     | 1816                          | Auguste Templier                |                | |
| 1816                                     | 1816                          | Louis-Auguste Garnier           |                | |
| 1816                                     | 1819                          | Louis-André Archier             |                | |
| 1819                                     | 1821                          | Joseph-Saint-Paul Pothonnier    |                | |
| 1821                                     | 1829                          | Louis-François Gérard           |                | |
| 1829                                     | 1830                          | Antoine Garnier                 |                | Propriétaire |
| 1830                                     | 1848                          | Jean-Antoine Goin               |                | Fabricant de soie |
| 1848                                     | 1848                          | Antoine-César Roux              |                | Commandant en retraite |
| 1848                                     | 1859                          | Emmanuel-Gabriel Roux           |                | Pharmacien |
| 1859                                     | 1865                          | Louis-Joseph-Adolphe Long       |                | Tanneur |
| 1865                                     | 1870                          | Jean-Baptiste Fabre             |                | Docteur en médecine, chirurgien |
| 1870                                     | 1871                          | Victor Valence                  |                | Mercier |
| 1871                                     | 1871                          | Émile Leydet                    |                | Huissier |
| 1871                                     | 1871                          | Jean-Baptiste Fabre             |                | Docteur en médecine, chirurgien |
| 1871                                     | 1878                          | Ferréol Roux                    |                | Cordonnier |
| 1878                                     | 1884                          | Victor Valence                  |                | Mercier |
| 1884                                     | 1884                          | Louis-Ange Mège                 |                | Vannier |
| 1884                                     | 1888                          | Louis-Antoine Gérard            |                | Négociant |
| 1888                                     | 1892                          | Joseph Adonne                   |                | Entrepreneur |
| 1892                                     | 1893                          | Marius Rouvier                  |                | Cordonnier |
| 1893                                     | 1895                          | Sylvain Bagarry                 |                | Propriétaire |
| 1895                                     | 1896                          | Louis Sabatier                  |                | Chemisier |
| Les données manquantes sont à compléter. |                               |                                 |                | |
| 1909                                     | septembre 1944                | Hubert Carmagnolle              | SFIO puis PSdF | Ouvrier agricole Député du Var (1924-1936) |
| mars 1977                                | mars 1983                     | Henri Martin                    |                | |
| mars 1983                                | 1990 (décès)                  | Hubert Blanc                    |                | |
| juin 1990                                | En cours (au 19 janvier 2023) | Jean-Pierre Véran               | MR             | Notaire retraité Conseiller départemental du canton de Brignoles (2015-2021) 10e vice-président de la CA de la Provence Verte (2018- ) Président de l'Association des Maires du Var (2008-2020) Réélu pour le mandat 2020-2026 |

### Intercommunalité
Cotignac est membre de la Communauté d'agglomération de la Provence Verte, qui compte 97 165 habitants.
En 2017, vingt-huit communes composent la Communauté d'agglomération de la Provence Verte, à la suite de la fusion des trois communautés de communes Comté de Provence, Sainte-Baume Mont-Aurélien et du Val d'Issole.

## Urbanisme

### Typologie
Au 1er janvier 2024, Cotignac est catégorisée commune rurale à habitat dispersé, selon la nouvelle grille communale de densité à sept niveaux définie par l'Insee en 2022.
Elle appartient à l'unité urbaine de Cotignac, une agglomération intra-départementale regroupant deux  communes, dont elle est ville-centre,,. La commune est en outre hors attraction des villes,.

### Occupation des sols
L'occupation des sols de la commune, telle qu'elle ressort de la base de données européenne d’occupation biophysique des sols Corine Land Cover (CLC), est marquée par l'importance des forêts et milieux semi-naturels (60,8 % en 2018), en diminution par rapport à 1990 (62,7 %). La répartition détaillée en 2018 est la suivante : 
forêts (48,1 %), cultures permanentes (24,7 %), milieux à végétation arbustive et/ou herbacée (12,6 %), zones agricoles hétérogènes (9,2 %), zones urbanisées (4,5 %), terres arables (0,8 %), espaces ouverts, sans ou avec peu de végétation (0,1 %). L'évolution de l’occupation des sols de la commune et de ses infrastructures peut être observée sur les différentes représentations cartographiques du territoire : la carte de Cassini (XVIIIe siècle), la carte d'état-major (1820-1866) et les cartes ou photos aériennes de l'IGN pour la période actuelle (1950 à aujourd'hui).

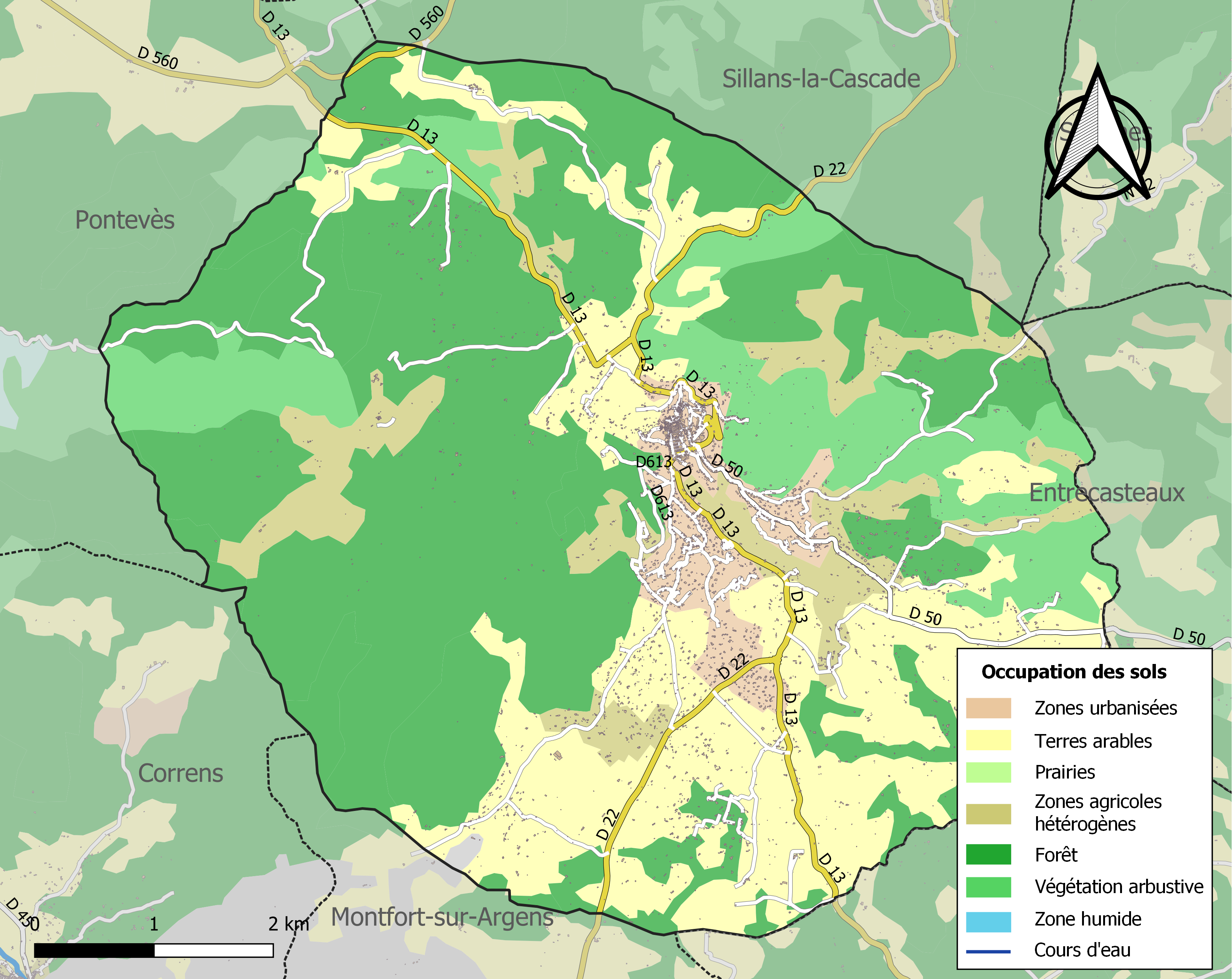
Carte des infrastructures et de l'occupation des sols de la commune en 2018 (CLC).

### Jumelages
Le village de Cotignac n'est actuellement pas jumelé avec d'autres villes.

### Politique environnementale
L'inventaire national des espèces en recense 593 dans la commune.

## Population et société

### Démographie
L'évolution du nombre d'habitants est connue à travers les recensements de la population effectués dans la commune depuis 1793. Pour les communes de moins de 10 000 habitants, une enquête de recensement portant sur toute la population est réalisée tous les cinq ans, les populations de référence des années intermédiaires étant quant à elles estimées par interpolation ou extrapolation. Pour la commune, le premier recensement exhaustif entrant dans le cadre du nouveau dispositif a été réalisé en 2007.

En 2022, la commune comptait 2 166 habitants, en évolution de −1,9 % par rapport à 2016 (Var : +4,98 %, France hors Mayotte : +2,11 %).
| 1793  | 1800  | 1806  | 1821  | 1831  | 1836  | 1841  | 1846  | 1851  |
| ----- | ----- | ----- | ----- | ----- | ----- | ----- | ----- | ----- |
| 3 080 | 3 250 | 3 360 | 3 578 | 3 602 | 3 778 | 3 551 | 3 672 | 3 541 |

| 1856  | 1861  | 1866  | 1872  | 1876  | 1881  | 1886  | 1891  | 1896  |
| ----- | ----- | ----- | ----- | ----- | ----- | ----- | ----- | ----- |
| 3 415 | 3 516 | 3 600 | 2 954 | 2 853 | 2 612 | 2 529 | 2 516 | 2 292 |

| 1901  | 1906  | 1911  | 1921  | 1926  | 1931  | 1936  | 1946  | 1954  |
| ----- | ----- | ----- | ----- | ----- | ----- | ----- | ----- | ----- |
| 1 953 | 1 940 | 1 827 | 1 576 | 1 590 | 1 628 | 1 583 | 1 265 | 1 373 |

| 1962  | 1968  | 1975  | 1982  | 1990  | 1999  | 2006  | 2007  | 2012  |
| ----- | ----- | ----- | ----- | ----- | ----- | ----- | ----- | ----- |
| 1 502 | 1 398 | 1 636 | 1 628 | 1 792 | 2 026 | 2 146 | 2 163 | 2 313 |

| 2017  | 2022  | - | - | - | - | - | - | - |
| ----- | ----- | - | - | - | - | - | - | - |
| 2 163 | 2 166 | - | - | - | - | - | - | - |

### Enseignement
La commune dépend de l'académie de Nice. Les élèves de Cotignac commencent leur scolarité à l'école maternelle (63 enfants), puis à l'école primaire (106 enfants) du village.

### Santé
Professionnels et établissements de santé :
- Médecins à Cotignac, Salernes, Carcès,
- Pharmacies à Cotignac, Salernes, Carcès,
- Hôpitaux à Salernes, Brignoles.

### Sports et équipements sportifs
De nombreuses associations sportives sont installées à Cotignac : Yoga, Tai Chi, gymnastique, randonnée, tennis et danse country.

### Cultes

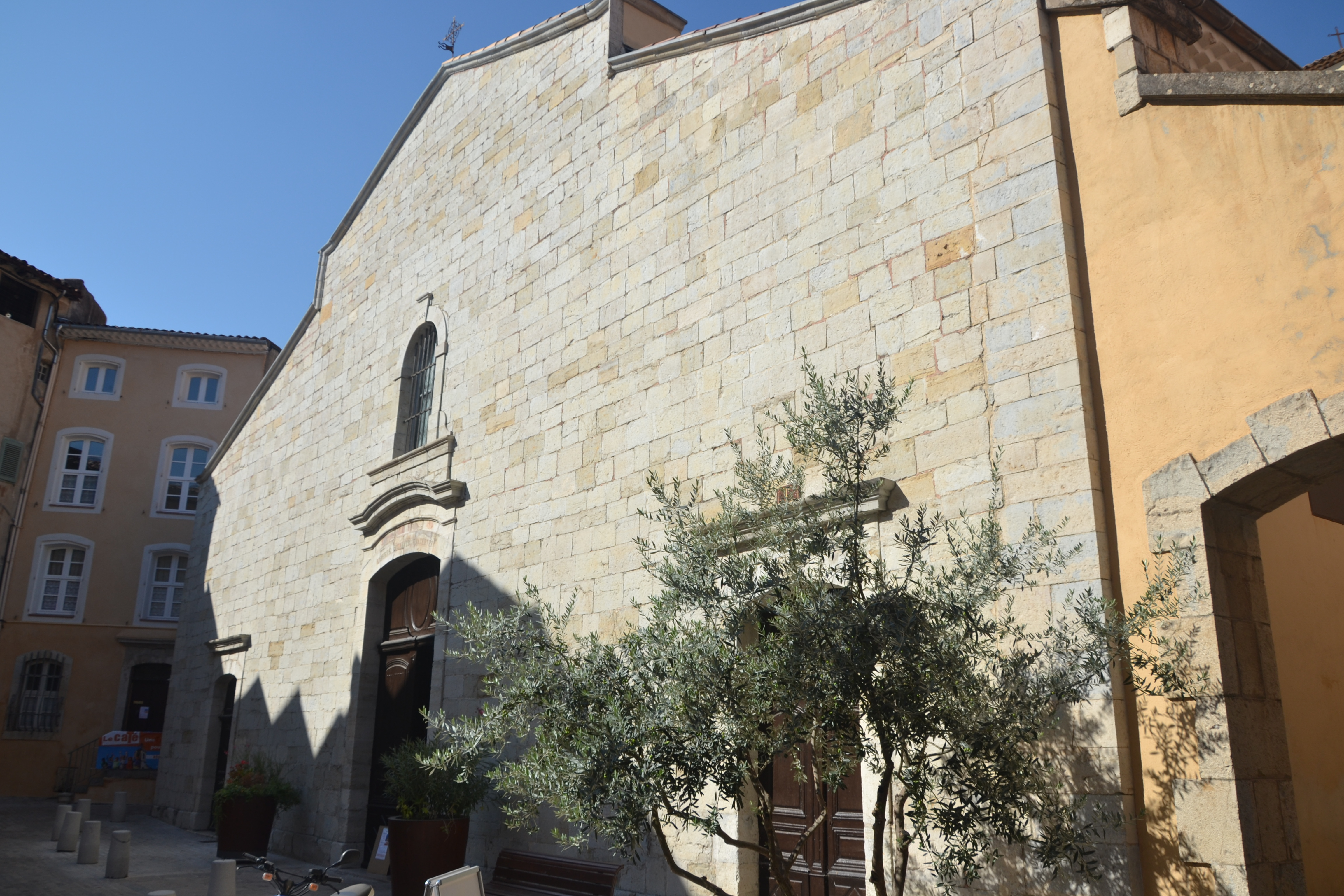
Façade de l'église de Cotignac.

L'église paroissiale de l'Annonciation, également appelée église Saint-Pierre, est située au cœur du village.
La paroisse catholique de Cotignac et d'Entrecasteaux fait partie du diocèse de Fréjus-Toulon et est rattachée au doyenné de Brignoles. 
La charge pastorale de cette communauté paroissiale est confiée à l'un des frères de la Communauté Saint-Jean qui, par ailleurs, animent le Sanctuaire Notre-Dame-de-Grâces où se trouve leur prieuré.

### Lieu de pèlerinage catholique
Cotignac conserve la mémoire de deux apparitions de la Vierge Marie. Cependant, même si le culte est célébré dès l'origine de l'apparition, cela n'a pas fait l'objet d'une reconnaissance officielle par l'Eglise. 
- Les 10 et 11 août 1519, un bûcheron du nom de Jean de la Baume déclare avoir vu apparaître la Vierge Marie, avec l'Enfant-Jésus dans ses bras, entourée de saint Bernard de Clairvaux et de l'Archange saint Michel, lui demandant de faire bâtir une église, ce qui est fait sur décision des consuls de Cotignac[57],[58].

- Essentiellement régionale, la notoriété de Cotignac comme lieu de pèlerinage s’accroît sous Louis XIII lorsqu'à Paris un moine, le Frère Fiacre déclare avoir eu le 27 octobre 1637, pendant qu'il priait, une révélation intérieure lui disant que la reine Anne d'Autriche dont le mariage était stérile depuis 22 ans, doit faire dire des neuvaines à la basilique Notre-Dame-des-Victoires, à Notre-Dame de Paris et à l'Église Notre-Dame-de-Grâces de Cotignac pour avoir un héritier au trône. La naissance de Louis XIV a lieu moins d'un an plus tard, la reine y voit le signe qu'elle a été exaucée et se rend à Cotignac en pèlerinage avec son fils Louis XIV[59]. À la suite de son pèlerinage à Cotignac, Louis XIV déclare chômé le 19 mars, jour de la Saint-Joseph[60].

- Le 7 juin 1660, un jeune berger assoiffé, Gaspard Ricard, déclare avoir vu apparaître Saint Joseph, qui lui montre une source sous un rocher[61].

De là proviennent d'abord les sanctuaires de Notre-Dame-de-Grâces et du monastère Saint-Joseph du Bessillon ainsi que les pèlerinages à la Vierge Marie, à saint Joseph et à la Sainte Famille :
Des pèlerinages de pères et d'hommes et de femmes « désireux d'avoir des enfants », sont aussi bien organisés par le diocèse varois, que par d'autres et rassemblent au total chaque année des participants venant de toute la France. En 1976, un homme dont la femme vivait une grossesse difficile décida de marcher et de prier avec un ami. Pour rendre grâce après la naissance de son enfant, le père choisit de transformer cette marche en un rendez-vous annuel. Au fil des années, des amis le rejoignirent. Soutenue par des communautés religieuses, la marche devint pèlerinage
Les deux sanctuaires attirent plus de 140 000 pèlerins par an, ce qui en fait le premier site visité dans le département du Var. L'affluence est plus marquée autour des fêtes les 10, 11 et 15 août et du 8 septembre,.

## Économie

### Entreprises et commerces

#### Agriculture
- Culture du cognassier.
- Culture de la vigne et transformation des raisins en vin[71],[72].
- Moulin à huile, puis coopérative oléicole et vinicole dite La Défense puis Les Vignerons de Cotignac[73],[74].
- Marchés d'agriculteurs et d'artisans[75].

### Commerces et services
- Le marché provençal.
- Commerces et services locaux[76].
- Usine de chapellerie dite Usine Pecout, puis coopérative agricole de Cotignac (coopérative oléicole) et coopérative vinicole dite La Travailleuse puis Les Vignerons de Cotignac[77].
- Plus grosse ferme photovoltaïque du Var[78].

### Tourisme

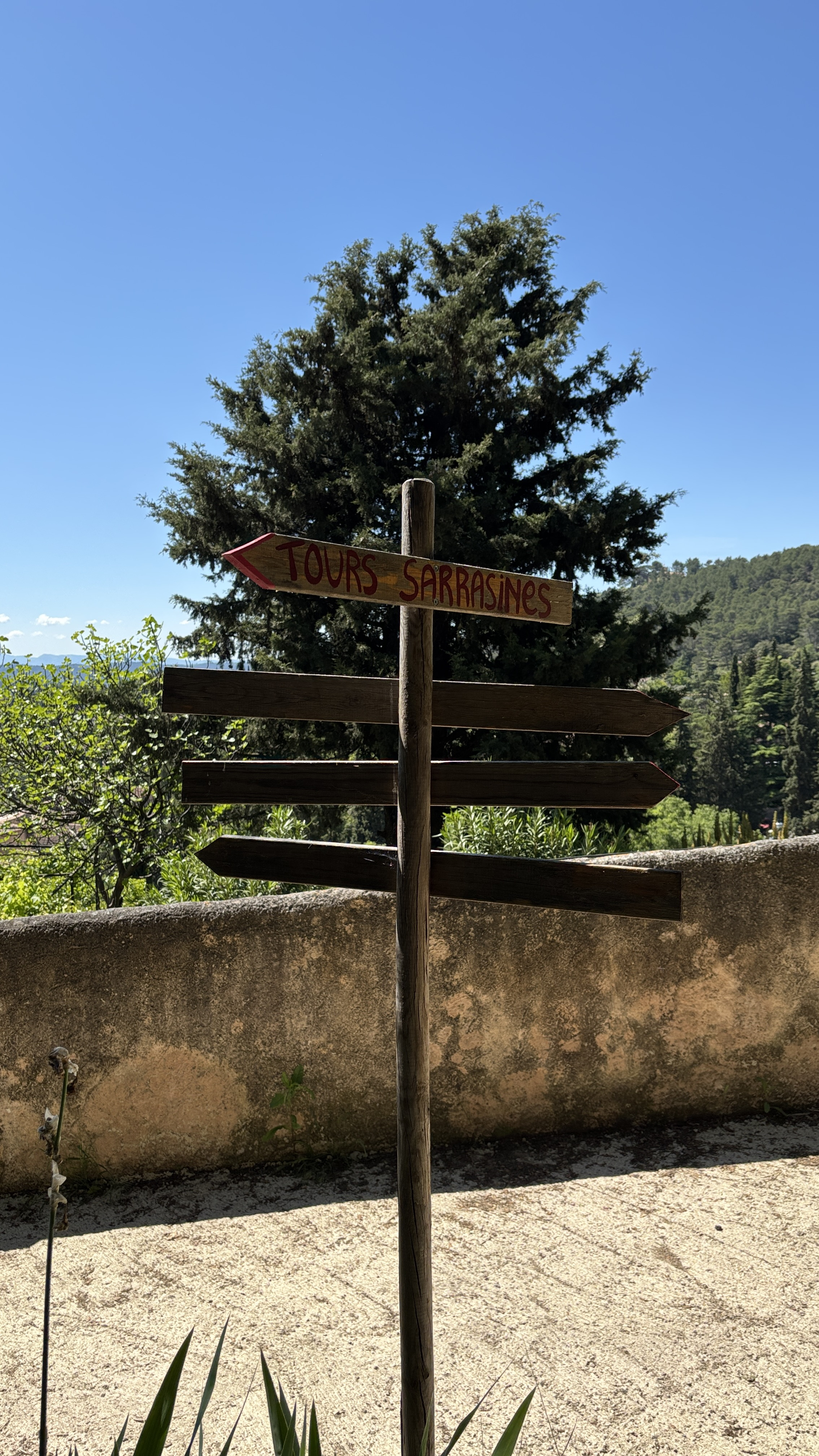
Panneau indiquant la promenade vers les tours sarrasines.

Cotignac possède le Label de qualité « Villages de caractère du Var ».
- Située au centre du Var, la commune de Cotignac permet l'accès par la route en moins d'une heure à plusieurs sites touristiques, comme les gorges du Verdon, le lac de Sainte-Croix, la Montagne Sainte-Victoire et Aix-en-Provence.
- Un camping de 40 emplacements, ainsi qu'un gîte étape, sont proposés aux touristes[80].
- Cotignac est un des 14 villages retenus par France 3 pour être « Le Village préféré des Français » en 2019[81],[82].

Les sanctuaires de Notre-Dame-de-Grâces et de Saint Joseph du Bessillon attirent plus de 140 000 pèlerins par an, ce qui en fait le premier site visité dans le département du Var.
Animation :
- La fête du coing, événement labellisé Vignobles & découvertes, visant à promouvoir les destinations œnotouristiques (Ville, Village et Tourisme)[83].

## Culture locale et patrimoine

### Lieux et monuments
- Oppidum, site Le Castellas[84].
- Église Notre-Dame de l'Annonciation,

sa cloche de 1524,
son orgue Daublaine Callinet.
- Église Notre-Dame de Grâces. Au mont Verdaille dans le sud-ouest, dominant la rive droite du torrent, se trouve l'église Notre-Dame de Grâces, fondée en 1519, et but d'un pèlerinage à la renommée devenue essentiellement régionale, contre la stérilité des femmes avant même la visite que Louis XIV et Anne d'Autriche, sa mère, y avaient faite[87].

Plaque de marbre noir placée sur ordre de Louis XIV au milieu de l'église de Notre-Dame de Cotignac : « Louis XIV, roi de France et de Navarre, donné à son peuple par les vœux qu'Anne d'Autriche, reine de France, sa mère, a faits dans cette église, a voulu que cette pierre fût ici posée pour servir de monument à la postérité et de reconnaissance, et des messes que la libéralité y a fondées, pour l'âme de sadite mère. Le XIII avril MDCLXVII  ».
- Chapelle de Saint-Joseph et Monastère Saint-Joseph du Bessillon, sur le versant Est du Bessillon, construite en 1660, après l'apparition de Saint-Joseph à un berger. La chapelle de Saint-Joseph du Bessillon est visitée par un grand nombre de pèlerins.
- Chapelle Saint Martin[89].
- Nombreuses habitations troglodytiques à flanc de falaise[90],[91].
- Tour de l'horloge[92],

son cadran solaire et sa cloche de 1496.
- Fontaines des Quatre-Saisons[95],[96] et le lavoir sur le cours Gambetta, inscrits sur l'inventaire supplémentaire des monuments historiques[1],[97],[98].

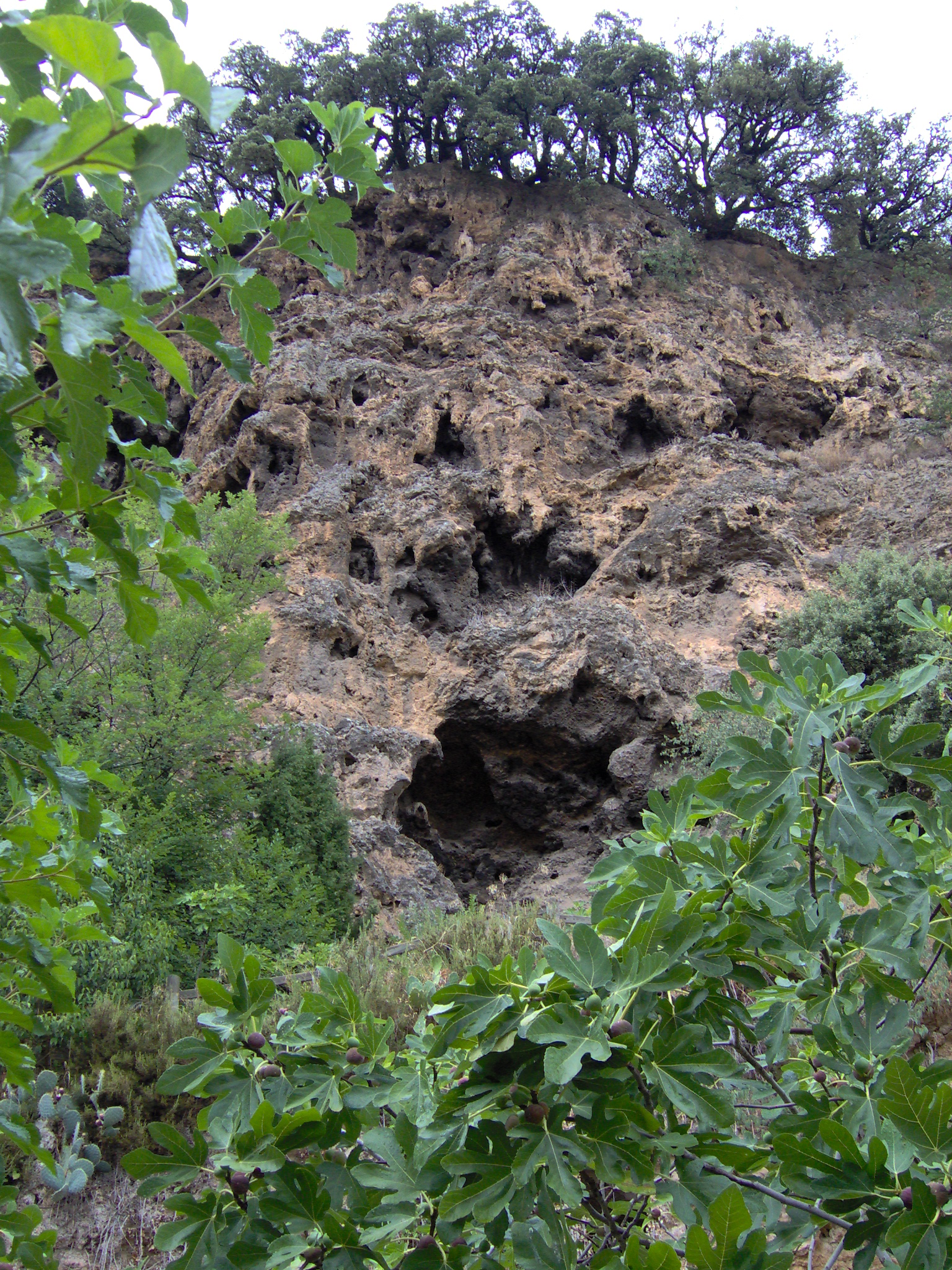
Le Rocher.

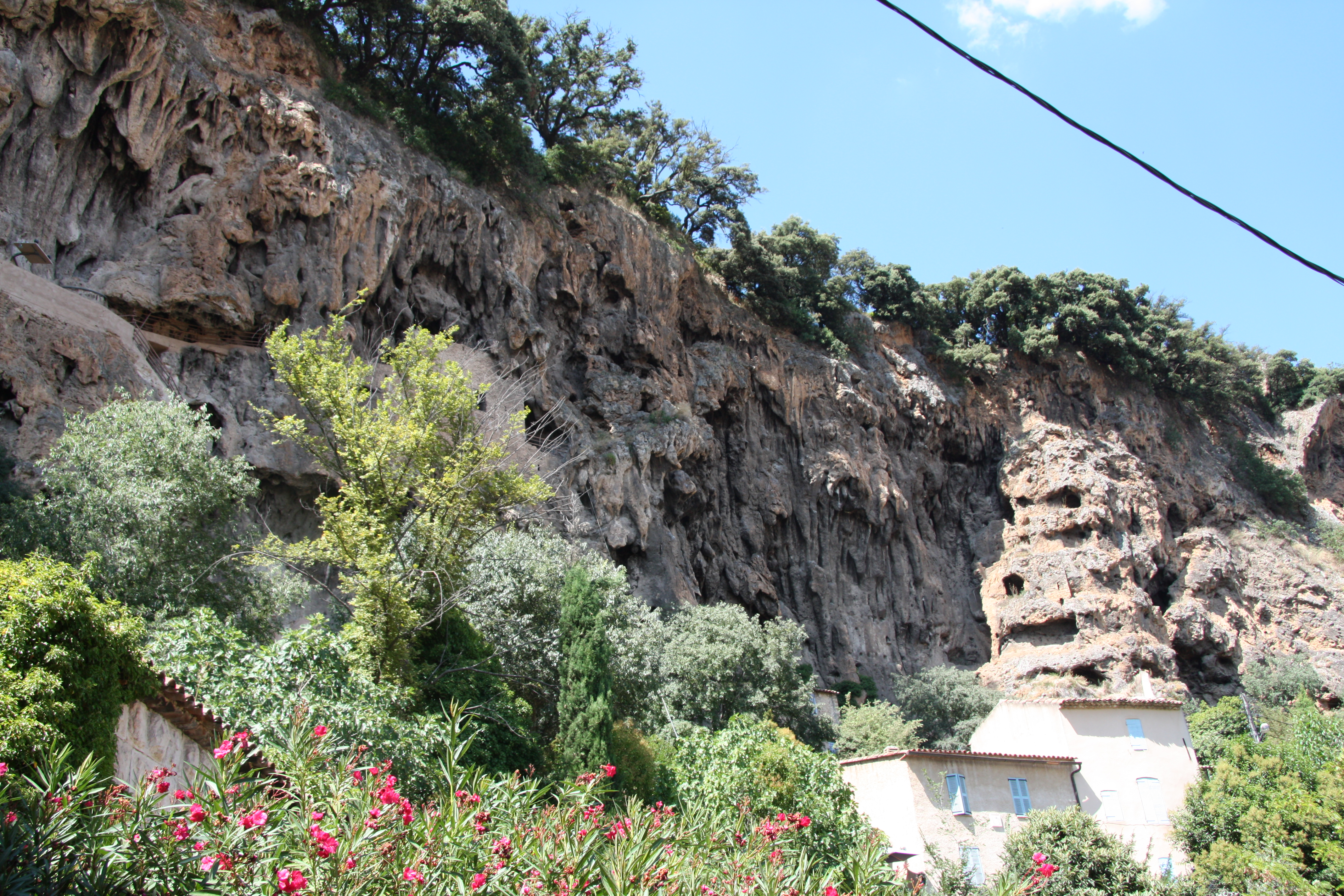
Grottes de Cotignac.

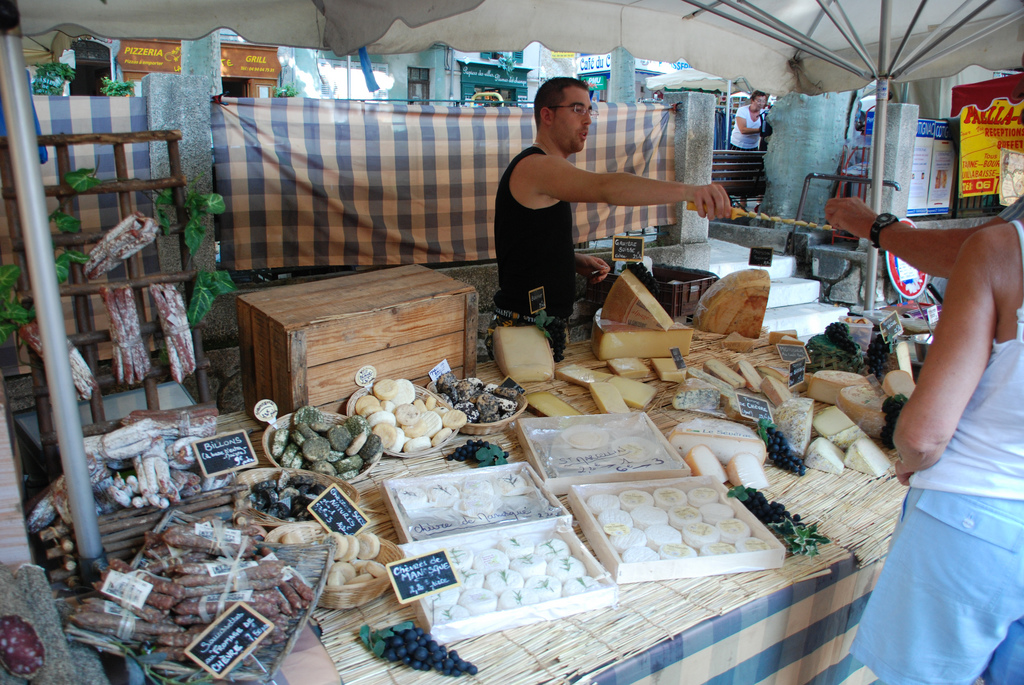
Le marché provençal de Cotignac.

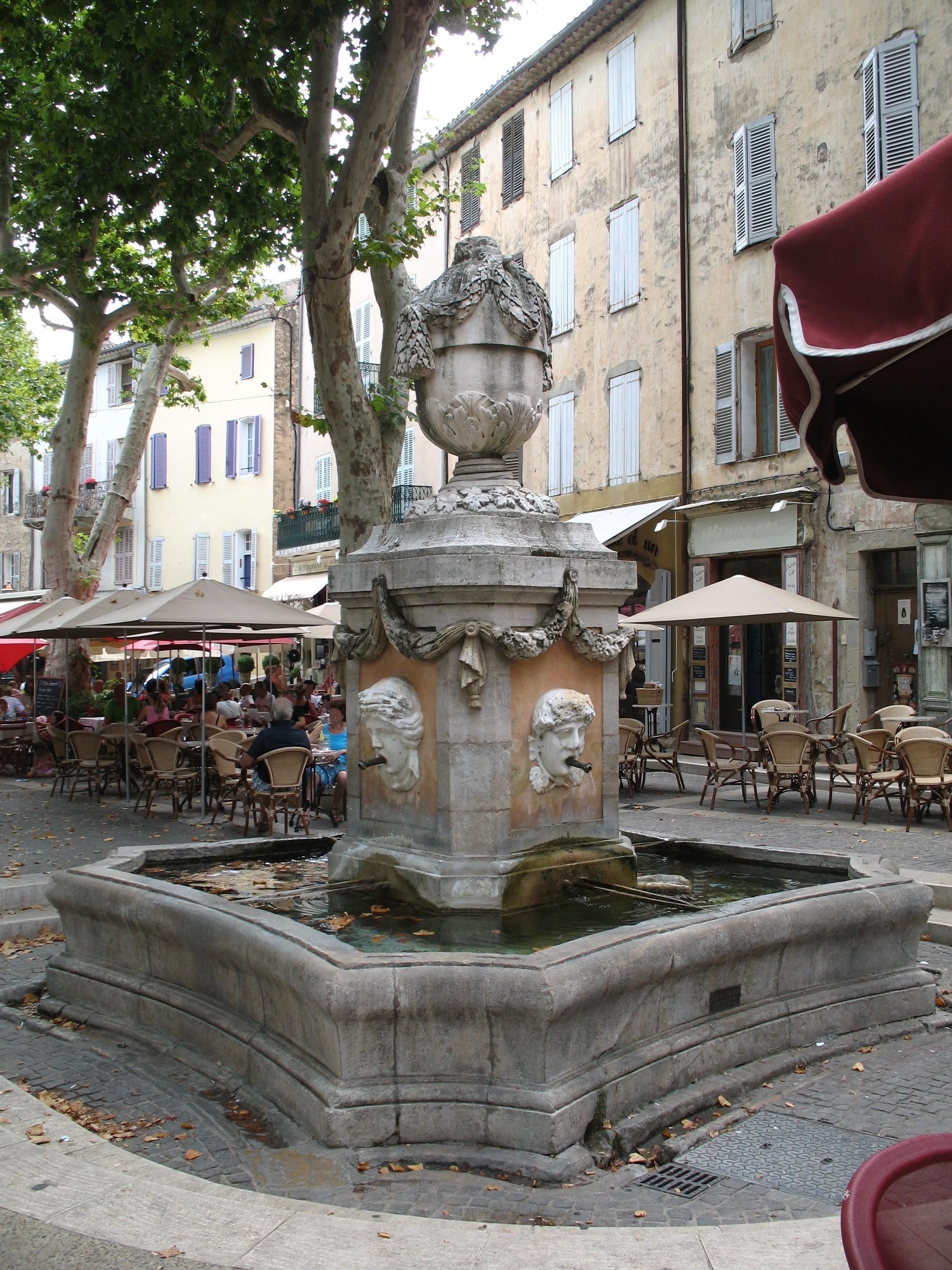
Fontaine des Quatre Saisons (monument classé en 1949).

- Monument aux morts[99],[100].

### Blasonnement
|  | Les armoiries de Cotignac se blasonnent ainsi* : Écartelé : au I, de gueules, à un pont de trois arches d'argent, mouvant de la pointe, surmonté d'un lévrier passant du même ; au II, de sable, à trois bandes d'argent, et un chef d'or, chargé de trois étoiles d'azur ; au III, d'or, à une cotice de gueules ; au IV, d'hermine plain; sur le tout, d'azur, à cinq tours crénelées d'argent posées à plomb et ordonnées en sautoir, accompagnées de quatre trèfles d'or 1,2,1 (Armorial Général I, 208) |

### Personnalités liées à la commune
- Frère Fiacre, religieux augustins déchaussés, il vient en 1637 en pèlerinage prier à l'église Notre-Dame-de-Grâces de Cotignac pour que le roi Louis XIII obtienne un fils. La naissance de Louis XIV neuf mois plus tard amène la notoriété nationale sur l'église et le village[102].
- Louis Gérard, savant botaniste, auteur de la Flore de Provence, y est né[103]
- Melchior Pastour, 1608-1662, jurisconsulte[104]
- Joseph Allègre, 1630-1697, père minime[105]
- Guillaume de Cotignac, 1190-1245, ministre de Béranger IV[106]
- Arnaud de Cotignac, troubadour, 1260[107]
- Armand Avril, peintre[108]
- Jean Arène, peintre[109]
- Fernand Pouillon, écrivain, architecte et urbaniste français (Fernand Pouillon architecte en Provence).
- Joe Dassin, chanteur, s'y marie le 14 janvier 1978 avec Christine Delvaux[110]
- Eric Idle, humoriste britannique et membre des Monty Python, y possède une maison depuis 1971[111]
- Alain Gérard (1950-2016), né à Cotignac, écrivain membre de la société des gens de lettres.
- Timothy Findley (1930-2002), écrivain canadien, qui vécut dans la commune et y est inhumé.
- Antoine Giraud (1749-1811), général de la Révolution et de l'Empire, y est né.
- Gabriel-Henry Blanc, (Cotignac 1915 - Cotignac 2009). Écrivain mémorialiste, historien de la culture et des traditions varoises
- Henri Bosco (1888-1976) y situe son dernier roman, Une Ombre